# 6260 Kelsey
6260 Kelsey (1949 PN) là một tiểu hành tinh vành đai chính được phát hiện ngày 2 tháng 8 năm 1949 bởi K. Reinmuth ở Heidelberg.